# Acide trans-vaccénique
L'acide trans-vaccénique est un acide gras insaturé correspondant à l'acide trans-Δ11 18:1 n-7. C'est le principal type d'acide gras trans présent dans le lait humain, la graisse des ruminants et dans les produits laitiers tels que le lait, le beurre et le yaourt,. Les acide gras trans du lait humain pourraient être liés à ceux présents dans l'alimentation,.